# コロナ・クルルフ
『コロナ・クルルフ』（ポーランド語: Korona królów）は、14世紀ポーランド王国の君主を題材とした、ポーランドのテレビドラマシリーズである。2018年1月1日からTVP1で放映された。このドラマは、カジミェシュ3世大王（シーズン1-2）、ヤドウィガ女王（シーズン3）の治世についての伝記的な物語となっており、ピャスト朝末期からアンジュー朝、そしてヤギェウォ朝初期までの、14世紀におけるポーランドの君主政治が描かれる。題名は「王たちの冠」の意味である。
日本では、シーズン1がチャンネル銀河で2019年から2020年にかけて、『大王カジミェシュ～欲望のヴァヴェル城～』の題名で放送された。

## シリーズ概要
| シーズン | シーズン | 邦題                                   | 話数       | 話数         | 初放送        | 初放送        | 初放送         | 初放送 |
| シーズン | シーズン | 邦題                                   | ポーランド | 日本         | 開始          | 終了          | 開始           | 終了   |
| -------- | -------- | -------------------------------------- | ---------- | ------------ | ------------- | ------------- | -------------- | ------ |
|          | 1        | 大王カジミェシュ〜欲望のヴァヴェル城〜 | 1-84 (84)  | 1-42 (42)    | 2018年1月1日  | 2018年5月22日 | 2019年12月17日 | 2020年 |
| 2        |          | 85-245 (161)                           |            | 2018年9月3日 | 2019年6月25日 |               |                |        |
| 3        |          | 246-400 (155)                          |            | 2019年9月9日 | 2020年        |               |                |        |

## メインキャスト
- カジミェシュ3世大王 - マテウシュ・クルル（シーズン1）、アンジェイ・ハウスネル（シーズン2、シーズン3ゲスト）
- アルドナ王妃 - マルタ・ブリワ（シーズン1、シーズン2ゲスト）
- アーデルハイト王妃 - アレクサンドラ・プジェスワフ（シーズン2）
- ヤドヴィガ聖女王 - ダグマラ・ブリゼク（シーズン3、シーズン4ゲスト）
- ヴワディスワフ2世ヤギェウォ王 - ヴァシル・ヴァシリク（シーズン3-4）